# Calamiteit
Een calamiteit is de algemeen gebruikte aanduiding voor een (natuur)ramp of een niet-verwachte gebeurtenis die ernstige schade kan veroorzaken. Om goed voorbereid te zijn hebben overheden rampenplannen in de kast gelegd, waarin is omschreven wat te doen in geval van een calamiteit.
Een niet-verwachte gebeurtenis kan leiden tot ernstige schade indien er sprake is van: 
- uitval van infrastructuur (transport en opslag, communicatie, regelsystemen, energie, drinkwater, waterhuishouding)
- uitval van bijzondere voorzieningen (op gebied van verzorging, sturing en controle, handhaving)
- ongecontroleerd gedrag van grote delen van de bevolking.

## Voorbeelden van calamiteiten
- aardbeving
- tsunami
- vulkaanuitbarsting
- brand
- overstroming
- kettingbotsing
- lawine
- Milieuramp